# Tala (Uruguay)

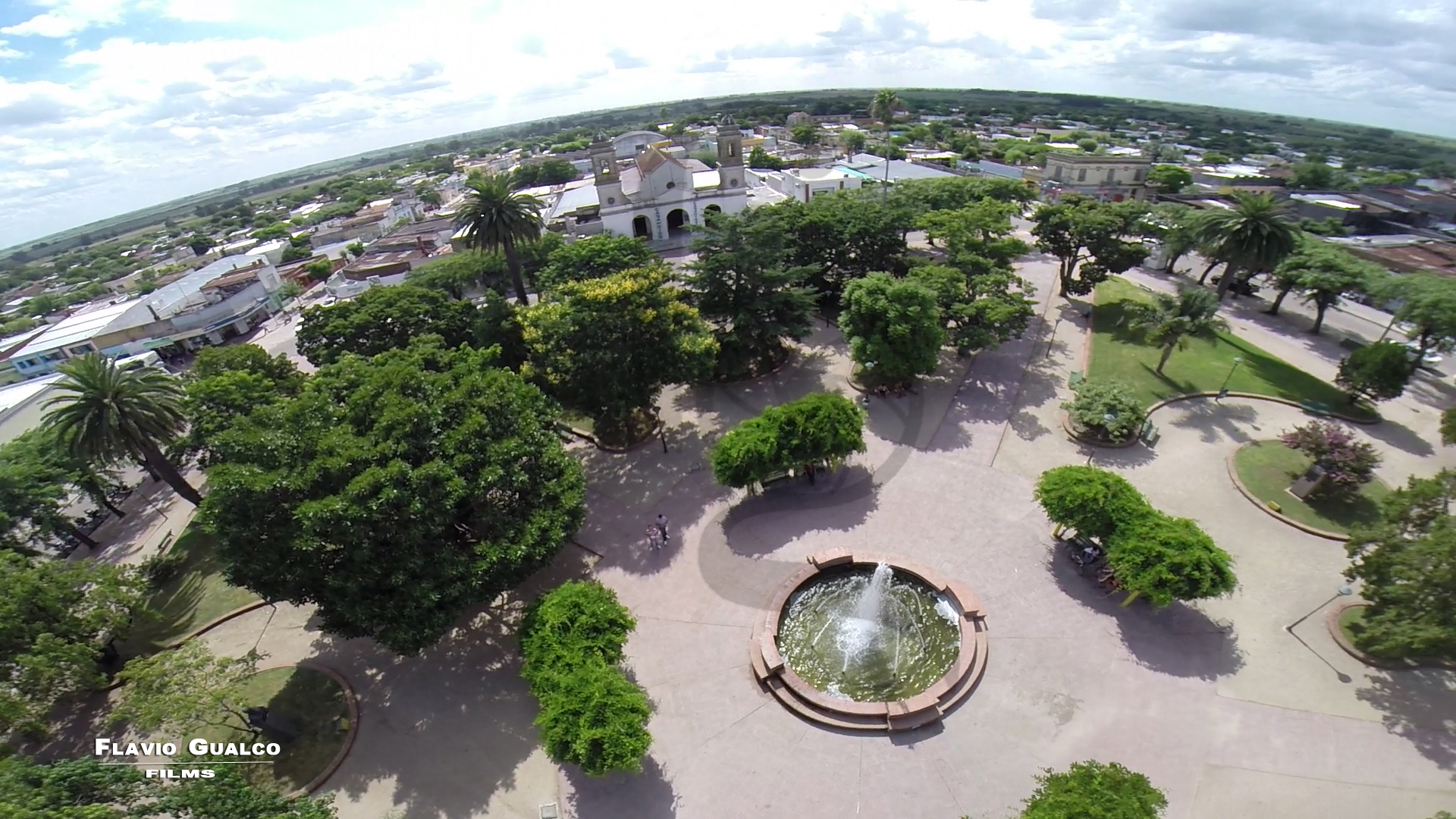
Plaza José Pedro Varela

Tala es una ciudad del departamento de Canelones, República Oriental del Uruguay. Es además sede del municipio homónimo.
Cuando solo era un caserío, antes de su fundación oficial en 1860, nació en una estancia familiar llamada «El Tala» el general Conrado Villegas, en el año 1841.

## Geografía y clima

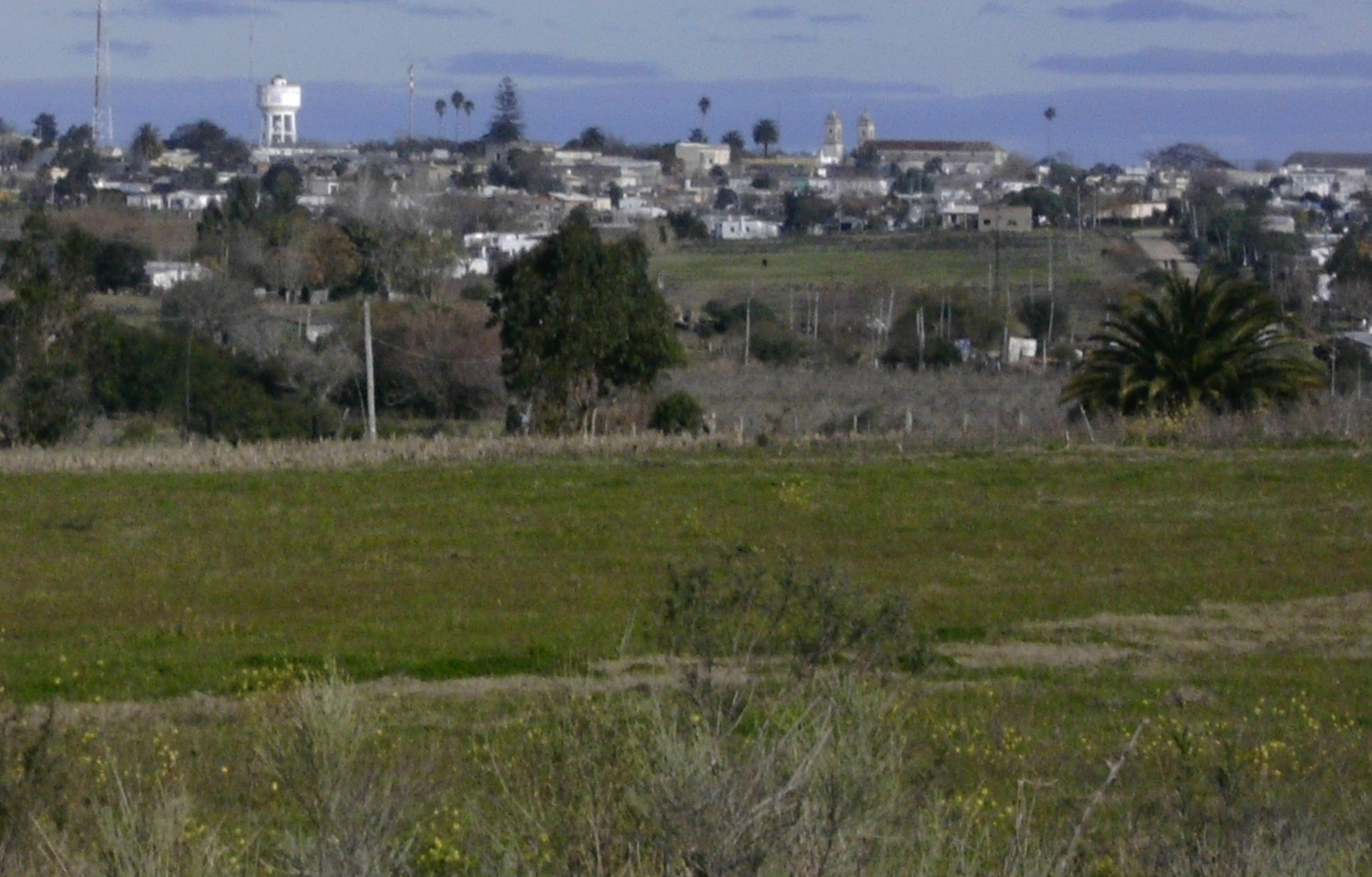
Ciudad de Tala, vista desde el Paso Rivero.

La ciudad se ubica en el noreste del departamento de Canelones, próximo al límite con los departamentos de Florida y Lavalleja, junto a las costas del arroyo del Tala, y en la intersección de las rutas nacionales 7 y 12. Dista a unos 75 km de Montevideo.
Su clima es templado con inviernos fríos (e incluso gélidos) y veranos calurosos. Además el clima es muy cambiante lo que puede producir cambios drásticos en un mismo día. Su relieve es levemente ondulado. El clima y geografía son propios del sur del país.

## Historia

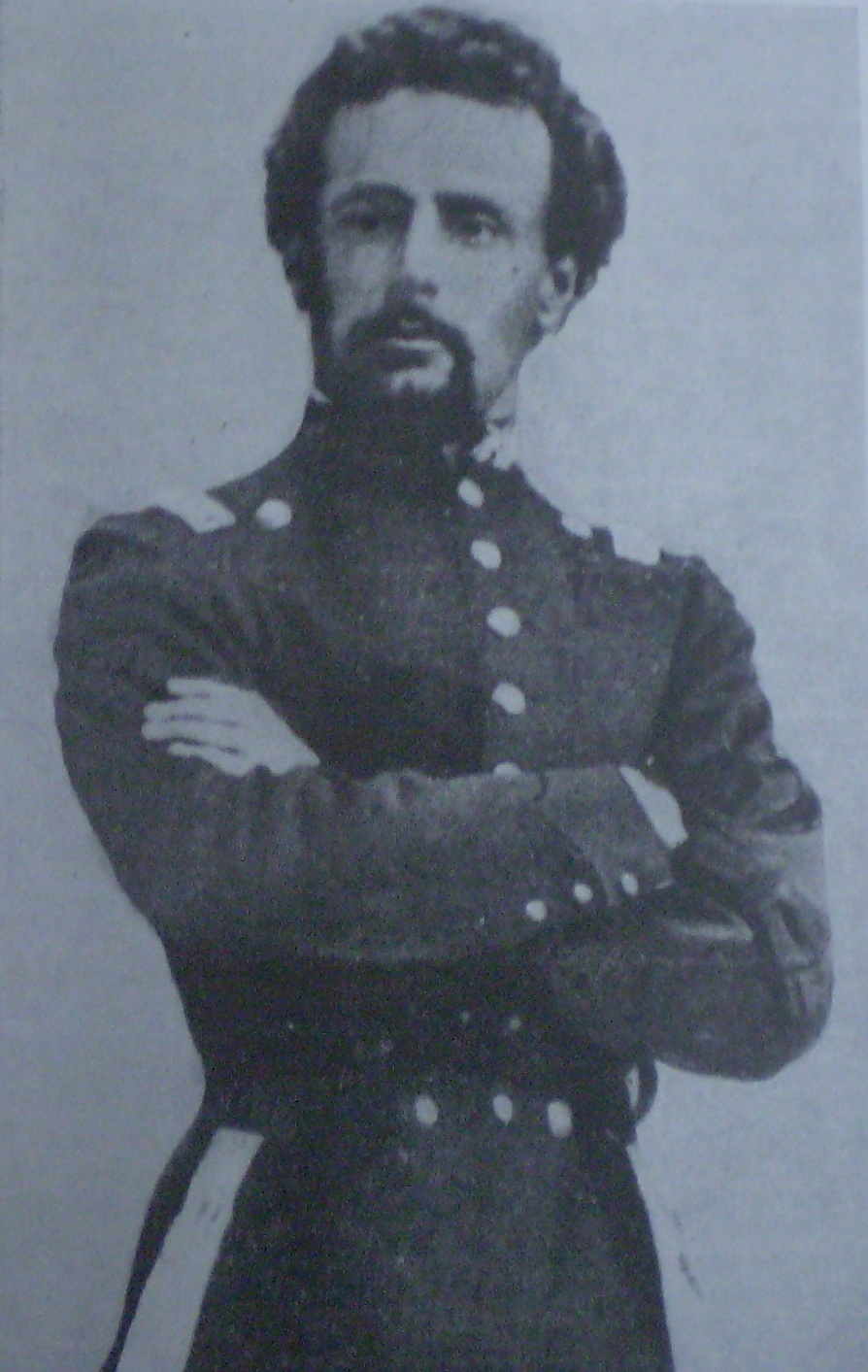
General Conrado Villegas.

La ciudad de Tala en sus orígenes comenzó como una estancia llamada «El Tala» y fue fundada en 1753 por Juan de Toledo y su esposa Bernardina Rodríguez quien al enviudar en 1766 se la vendió a Antonio Alonso González.
Con los años se irían instalando nuevas estancias en la zona del arroyo homónimo, como la del montevideano Pedro Celestino de Medina y Almeyda que se instalara en 1769 con sus padres y sus dos hermanas.
Medina vivió en su estancia hasta 1772 para mudarse a Lima, capital del virreinato peruano, dejándosela a su madre viuda y a sus dos hermanas. González, viudo de María Ignacia de Pessoa, residió en «El Tala» con su hijo Vicente Antonio González y su nuera hasta el año 1781, para luego pasar a Montevideo, dejándola a cargo de estos dos últimos.
En el mismo año queda como dueña de la estancia de «Medina» la hermana menor de Pedro, llamada María Antonia de Medina y Almeyda, por fallecimiento de su madre y hermana mayor, y quien se había enlazado en 1772 con el noble hacendado santiagueño Pedro Antonio de Luna y Cárdenas, radicado en Montevideo desde 1758.
Hacia 1787, la estancia «El Tala» fue comprada por el ya citado Pedro Antonio de Luna, por lo cual originaría de esta manera un caserío en la zona con ambas estancias, conservando el nombre de «El Tala».
De dicha unión nació su heredera Josefa Felipa de Luna y Medina (n. Montevideo, 1783) que sería desposada por el cántabro-español José de Villegas y Gómez del Arce, contador de la Real Armada, y quienes dejarían por sucesor de la misma a Octaviano de Villegas y Luna.
Este último se casó con la brasileña María de Lemus y Malta para  en esta misma hacienda familiar dar nacimiento al futuro general uruguayo-argentino Conrado Villegas,  el 3 de febrero de 1841. Ya desde el año 1840 figuraba «El Tala» con un juez de Paz, siendo asignado en el cargo el ya citado español José de Villegas.

### Proceso fundacional
El 2 de mayo de 1860 se ha tomado como fecha para señalar la iniciación de su proceso fundacional ya que en esa oportunidad el decreto del Poder Ejecutivo autorizó la creación del pueblo con la denominación de Tala en terrenos de su fundador y benefactor Don Ildefonso de León. Este tomó la iniciativa de crear un pueblo, dirigiéndose el 25 de septiembre de 1859 por carta al Jefe Político de Canelones planteando la necesidad, los fundamentos y su contribución para la creación del pueblo.
En su segundo gobierno, el Gobernador de Montevideo, José Joaquín de Viana adoptó varias acertadas medidas para combatir el contrabando y garantizar la vida y hacienda de los habitantes del campo. Con este último propósito, propuso al Cabildo la división de la campaña jurisdiccional en ocho partidos, conocidos vulgarmente como pagos, en cada uno de los cuales habría un juez comisionado que actuaría como lugarteniente del Gobernador para velar por la conservación del orden y la seguridad de los vecindarios . En Cabildo abierto de 20 de febrero de 1771 se reunieron bajo la presidencia de Viana, los regidores del cuerpo con los que habían ejercido el cargo durante los años 1769 y 1770 y acordaron la división en ocho Partidos. En esa fecha fue designando como Juez Comisionado a don Juan de Pessoa para el Partido de Tala y Santa Lucía arriba. En otras palabras, la ciudad será muy necesaria e importante porque está enclavada en una zona rural muy importante y estratégica que en época colonial va demarcando la frontera viva en el territorio de Montevideo. En nota dirigida al Jefe Político de Canelones, Ildefonso de León explica los fundamentos para la creación un pueblo en el distrito de Tala y las donaciones que realizará. Dice en su nota lo siguiente: 

"Sr. Jefe Político del departamento de Canelones. La fundación de un pueblo debe ser siempre un motivo de interés para la autoridad. Las ventajas que resultan de formar un centro de población laboriosa y moral son incuestionables. El distrito del Tala ha aumentado de tal manera su población en los dos últimos años, que demanda seriamente la atención del comercio, teniendo un nuevo mercado donde poco tiempo há era un desierto. 1. Si el Superior Gobierno ordena la formación de un pueblo en el terreno de mi propiedad en aquella Sección, doy los solares que sean necesarios, en la plaza pública que se delinee, para la construcción de la Iglesia, para la Casa de Policía y para la Escuela pública. Cedo también el terreno necesario para el cementerio. 2. Doy como donación gratuita seiscientos pesos para la construcción de la Iglesia, doscientos pesos para ayudar la construcción de la casa que se destina para la escuela pública, cien pesos para la que sirva para la policía y cien para el Cementerio. 3. La población será delineada por un Agrimensor que nombre el Gobierno; las calles tendrán 18 varas de ancho y cada manzana serán divididas en 10 solares.El local que se destina para la población es la mejor situación que puede desearse, tránsitos para los pasos precisos de Santa Lucía, en la comunicación de muchos Departamentos de la República con la Capital. Queda a una distancia muy corta del Río abundante en madera para construcción y consumo, y a una distancia de doce leguas de Canelones y próximamente a la misma de Minas, Florida y Pando. Tala, 25 de septiembre de 1859. Ildefonso de León"

Finalmente el 2 de mayo de 1860 se dicta el decreto que acepta la creación del pueblo y lo denomina Tala.

### Creación
"Montevideo, 2 de mayo de 1860. A pesar del dictamen Fiscal que antecede, considerando que en el caso en cuestión sólo se trata del ejercicio de una facultad administrativa, que no importa erogación alguna al estado, y que no existe disposición que atribuya al C.L. la atribución esclusiva de fundar pueblos o villas, aceptase la propuesta del suplicante para la creación de un pueblo en la Sección del Tala, departamento de Canelones, en terreno de su propiedad y con la extensión y dimensiones ofrecidas por el propietario: acéptase igualmente la donación que hace a favor del Estado de los terrenos destinados para los edificios públicos y uso común, así como de las cantidades ofrecidas para las construcciones a que se hace referencia debiéndo el nuevo pueblo denominarse Tala. En consecuencia, elévese a contrato público escriturándose como corresponde por la escribanía de gobierno, debiendo proveerse por el Ministerio respectivo a los demás que corresponda, como arreglo a las leyes vigentes así como el nombramiento de un agrimensor para que practique las delineaciones necesarias, designando en el plano respectivo las localidades que hayan de servir a los edificios públicos indicados. Dése a la prensa, comuníquese a las autoridades competentes, remitiéndoseles oportunamente copia legalizada del plano relativo". Rubrica de S.E. Acevedo

El primer plano de la ciudad fue realizado por el Agrimensor M. Serby el 10 de octubre de 1860. En este plano figuran 34 manzanas de 100 x 100 varas y calles de un ancho de 18 varas (1 vara castellana era equivalente a 3 pies; y a su vez a 83,59 cm. y la vara nacional medía 85,9 cm., medida que no corresponde con ninguna de las varas clásicas.), un solar de 25 x 30 para escuela pública, otro de 40 x 50 para iglesia uno de 25 x 38 para la policía y un terreno de 100 x 100 varas para cementerio. Afirma Alejandro Apolant que "presumiblemente tampoco la mayoría de nuestros escribanos haya practicado la necesaria diferenciación, de modo que un considerable número de títulos de solares de la ciudad vieja de Montevideo, (al igual que las propiedades rurales de su primitiva jurisdicción -entre ellas las de Tala) pueden tener pequeños errores en sus medidas métricas de superficie, derivadas de sus medidas originales del Siglo XVIII expresados en varas y leguas castellanas". En esa época se construyó la monumental  Parroquia del Santísimo Salvador, con dos torres.
La localidad fue elevada a la categoría de villa el 15 de mayo de 1925 por ley 7.837, y más tarde a la categoría de ciudad por ley 12.708 del 28 de abril de 1960.
El escritor y poeta gauchesco de origen gallego, José Alonso y Trelles, más conocido como el Viejo Pancho, vivió la mayor parte de su vida en esta localidad.

## Población
Según el censo de 2011 la ciudad contaba con una población de 5 089 habitantes.
| 9 086         | 3 223 | 3 613 | 4 197 | 4 720 | 4 939 | 5 089 | 15 277 |
| (Fuente: INE) |       |       |       |       |       |       |        |

## Transporte

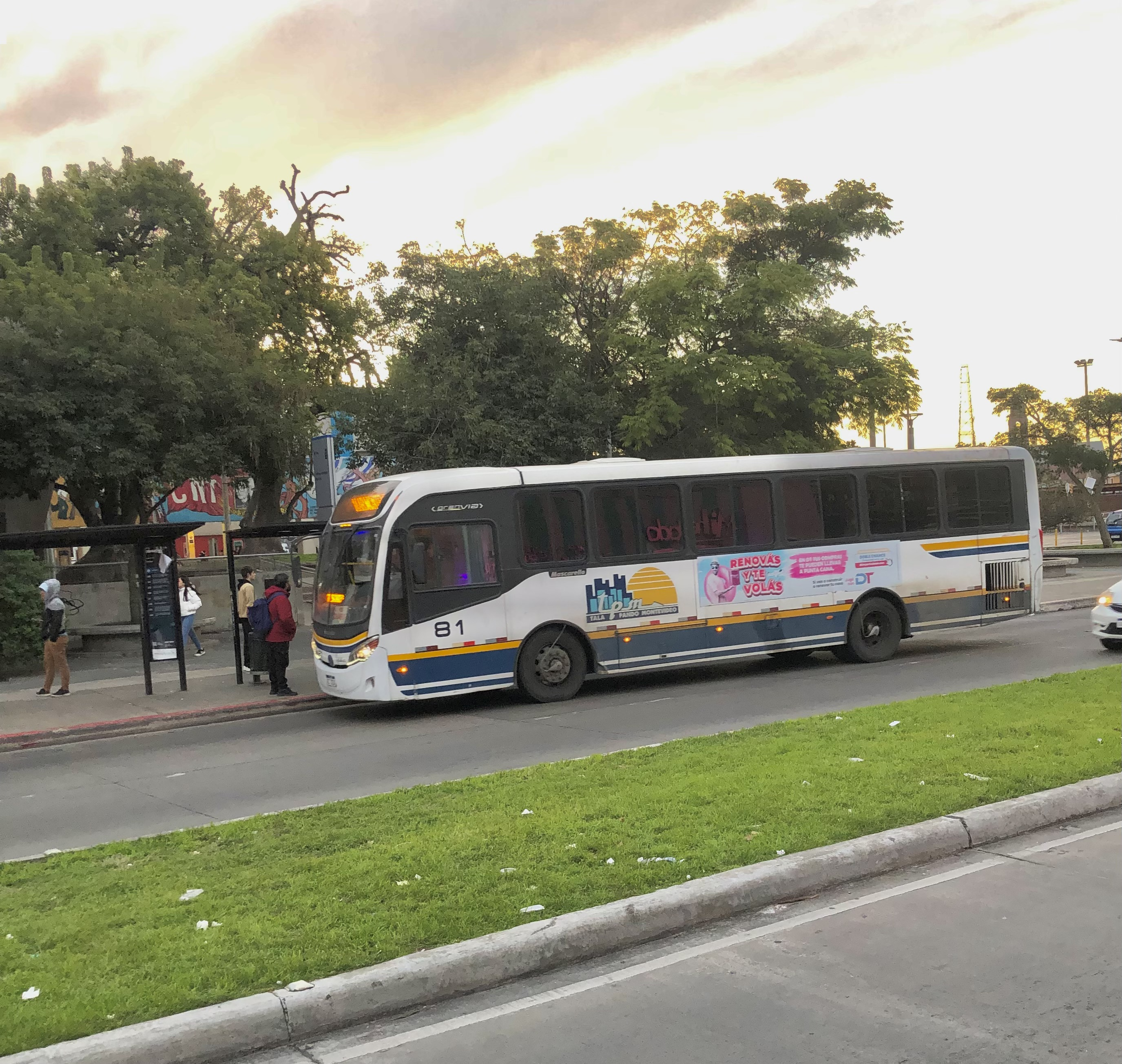
Línea 10A

En la ciudad de Tala operan diversas líneas de transporte tanto urbanas como interdepartamentales. 
La histórica línea 10A, que conecta la ciudad de Montevideo con Tala fue creada en los años 20, por la Compañía Tala - Pando - Montevideo, oriunda de dicha ciudad. La denominación de dicha línea corresponde a la sección policial de Tala, la seccional décima. Además de dicha línea, brindan conectividad con Montevideo otras líneas con destino en a terminal de Tres Cruces. En materia de líneas urbanas operan la línea Z6 de Zeballos, la histórica línea A10 de Ferrando, y las líneas sin denominación de las empresas Ferrando y Conti, esta última creada para sustituir a la antigua compañía GYF.

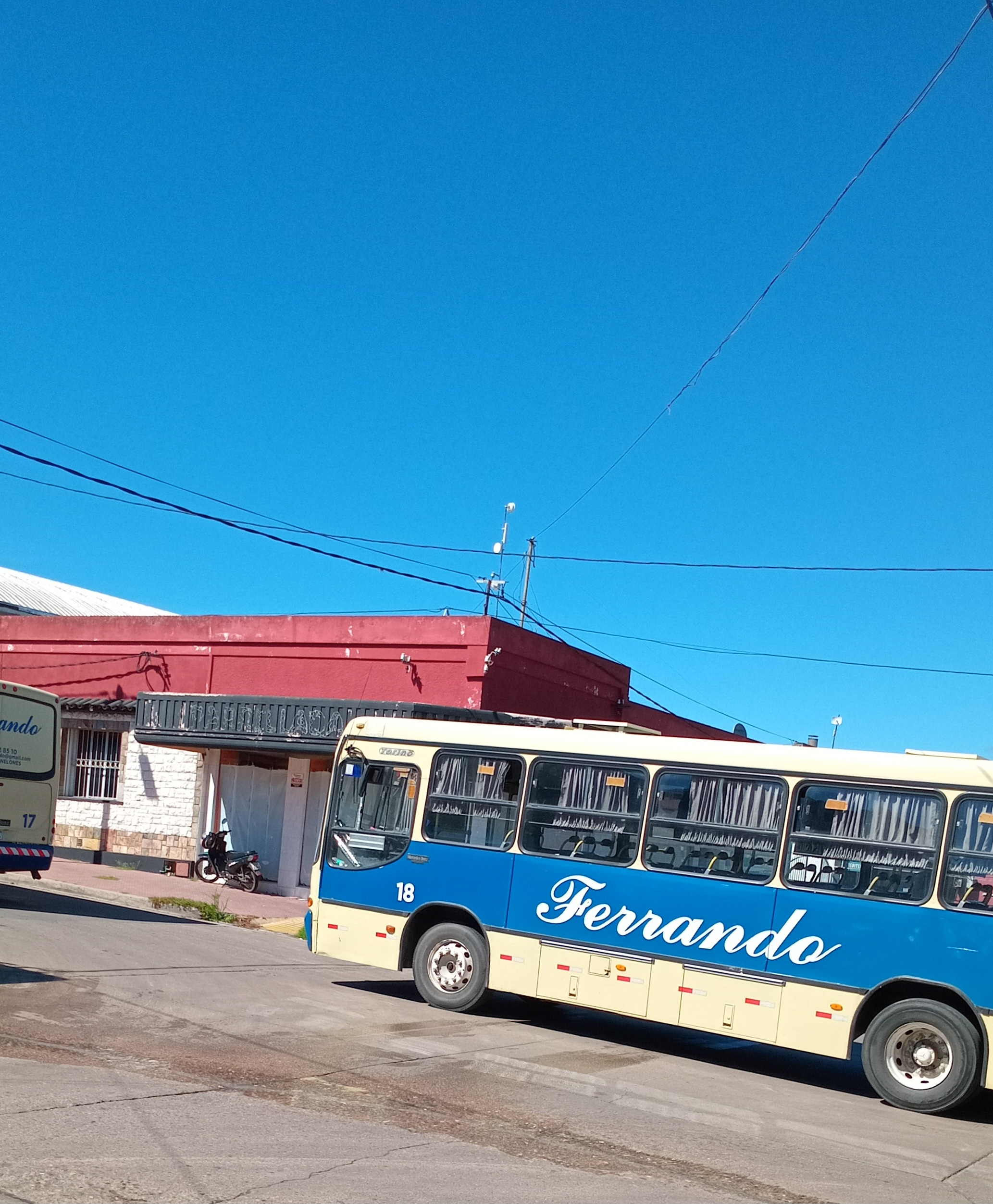
Línea de Ferrando sobre la calle Juan Bonini

## Educación
Cuenta con servicios públicos y privados que abarcan desde el nivel de educación inicial al técnico-terciario. De nivel inicial son el jardín de infantes N.º 276 y el preescolar privado del Colegio Divino Salvador, que también lo es de nivel primario junto con la escuela pública N.º 116 «República Argentina». De nivel secundario son el liceo público «José Alonso y Trelles», el liceo privado «Padre Santiago Borrazás» y la escuela técnica del Tala (UTU). A nivel terciario en la Escuela Técnica de UTU se cursan tecnicaturas.
También existe una amplia gama de cursos dictados por UTU. Tala cuenta con una sucursal de la Alianza (Alianza cultural Uruguay-Estados Unidos), para la enseñanza de inglés y un centro CAIF desde 2014, que brinda servicio de guardería gratuita.

## Nacidos en Tala
- Conrado Villegas, descendiente de los fundadores de la estancia que daría origen a la actual ciudad, que nacionalizándose argentino haría la carrera militar allí, llegando al rango de general y teniendo una destacada actuación, junto al general Julio Argentino Roca, en la Campaña del Desierto. Además fue el fundador de las ciudades argentinas de Trenque Lauquen y de Choele Choel.
- Jacinto de León, hijo del fundador Ildefonso de León, médico cirujano, botánico y catalogado como el primer Neurólogo del Uruguay.
- Martín Aquino, célebre matrero, conocido como «El Último Matrero».
- Hugo Alfaro, periodista, crítico de cine y escritor uruguayo, redactor de Marcha y principal fundador de Brecha.
- Ciro Pérez, guitarrista radicado en Francia. De los primeros que acompañaron a Alfredo Zitarrosa.
- Luis Pérez Aquino, pianista.
- Carlos Garofalli, Pianista y arreglista. Fue hasta el final de su vida el director de la Orquesta Sinfónica de Porto Alegre (OSPA)
- Edison Bordón, bandoneonista
- Washington Febles Ceriani, Pintor. "Incursionó en el Dibujo Animado, Dibujo Publicitario, Dibujo Artístico, y en 1965 ingresa al Taller El Molino donde Raul Deliotti, director maestro en sustitución de su fundador Alceu Ribeiro, le marca el definitivo lineamiento. Esa agrupación colectiva sigue siempre en la línea conceptual del gran maestro de la pintura uruguaya, Joaquín Torres García."
- María José Siri, soprano
- José Óscar Herrera, futbolista
- Christian Stuani, futbolista
- Juan Carlos Eusebio Furest Basaistegui, político del Partido Nacional, Presidente de la Caja de Jubilaciones, Presidente de AFE, Presidente de la Corte Electoral, Senador de la República.
- Wilmar Valdez, Presidente de la Asociación Uruguaya de Fútbol, Presidente interino de la Conmebol.
- Saturnino Dail Martínez Vázquez, primer maestro uruguayo en la escuela del solar de Artigas en Paraguay, cofundador del parque en homenaje al Viejo Pancho, fundador del Movimiento por la Patria de Wilson Ferreira Aldunate en Tala, maestro y profesor, conductor del programa radial Sembrando CX40 Radio Fénix, poeta y recitador gaucho homenajeado por Asociación General de Autores del Uruguay.
- Natalia González, Ganadora de la 5.ª edición de Masterchef Uruguay en el año 2019.
- Leodan González, Árbitro de fútbol uruguayo, internacional desde 2016. Arbitra en la Primera División de Uruguay.